# Не в свои сани не садись
«Не в свои сани не садись» (первоначально «От добра добра не ищут») — комедия в трёх действиях Александра Островского, написанная в 1852 году.
Впервые была опубликована в журнале «Москвитянин» за 1853 год и в том же году вышла отдельной книжкой.
6 октября 1852 года М. П. Погодин отметил в своем дневнике, что «прослушал» комедию в чтении самого драматурга, а 19 ноября Островский уведомлял Погодина, что «новая пиэса» уже отправлена в театральную цензуру.

## Действующие лица
- Максим Федотыч Русаков, богатый купец.
- Авдотья Максимовна, его дочь.
- Арина Федотовна, его сестра, пожилая девушка.
- Селивёрст Потапыч Маломальский, содержатель трактира и гостиницы.
- Анна Антоновна, его жена.
- Иван Петрович Бородкин, молодой купец, имеющий мелочную лавочку и погребок.
- Виктор Аркадьич Вихорев, отставной кавалерист.
- Андрей Андреич Баранчевский, чиновник.
- Степан, слуга Вихорева.
- Половой в гостинице.
- Мальчик и девушка (без речей).

## Сюжет

### Часть первая

#### В комнате трактира гостиницы города Черёмухина
За столом сидит крепкий мужчина Степан. Он — слуга обедневшего барина Виктора Аркадьевича Вихорева. Степан скудно обедает селёдкой и рассказывает половому о своём барине. Барин всё имение разорил и промотал. А так как барин красив и горд, то хочет жениться на богатой невесте, чтобы поправить свои дела.
Слуга уходит и приходят Иван Петрович Бородкин, молодой купец, и Селивёрст Потапыч Маломальский, содержатель трактира, где разворачивается это и последующие действия. Они распивают чай и бутылку Лиссабона. Иван Петрович жалуется Маломальскому, что с 17 лет рос без тятеньки, но капитал отца не промотал, а жил по правилу. Однако кто-то распускает дурные слухи в городе по зависти своей, а поэтому обидно жить так. Вред ему делают: он хочет жениться, а слава дурная. Живёт при матушке 5-й год и никого не трогает, а значит и у других дела до него не должно быть. Уважает старших. Затем просит Маломальского, чтобы тот его представил Максиму Федотычу Русакову как жениха к его дочери Авдотье Максимовне, так как они дружат с ней давно, а приданого у него предостаточно своего. Русаков и Маломальский друг другу приходятся сватами.
Затем в этом же трактире Вихорев жалуется своему другу чиновнику Баранчевскому, что имение его растрачено и ему нужны деньги. Баранчевский советует жениться на богатой невесте Русаковой, за которой полмиллиона приданого есть. Но в то же время добавляет, что она из купчих, а поэтому не ровня им, образованным людям. Вихорев рассуждает, что они и вправду люди образованные, со вкусом ко всему подходят, однако без средств и потому обязаны жениться на богатой купчихе, чтобы было движение денег как раз полезное для купцов, и чтобы образованные люди могли, например, пить шампанское.
Нечаянно Вихорев встречается в дверях трактира с Авдотьей Максимовной. Вихорев говорит ей, что её тятенька хочет её насильно выдать за Бородкина и тогда она не сможет жить в городе, станет несчастна. Он рассказывает ей о своих чувствах и говорит, что если она за него не пойдёт, он уедет на Кавказ от разбитой любви. Авдотья говорит, что ей стыдно так сразу идти за него замуж. Вихорев про себя мечтает хотя бы тысяч сто за неё взять и жить в уезде с ней припеваючи, так как в столице с ней всё равно жить не получится из-за её купеческого статуса.

#### В доме Русаковых
Арина Федотовна, пожилая сестра Русакова, жила по молодости в Москве и видела образованных людей. Она гадает на картах Авдотье и при помощи карт убеждает её, что надо ей выходить замуж за Вихорева, при этом не бояться своего стыда. Затем приходит к ним Бородкин и поёт тяжёлую песню о жизни. Арина осекает и укоряет его в том, что он обыкновенный мужик и мало что понимает в галантности к дамам. Затем сама поёт модный романс о любви, который она слышала в Москве от своего приказчика. После Бородкин напоминает Дуне о прошлой их жизни, как они вместе по вечерам сидели и гуляли. Она успокаивает его, чтобы он не сердился на неё, так как она выходит за благородного. Советует ему жениться на Груше. Он «не хочет чужой век заедать» — отказывается жениться так опрометчиво. Отвечает, что вся молодость его загублена из-за того, что Дуня другого полюбила. Поёт ей песню, после которой она отвечает: «Не пой ты, не терзай мою душу». Она советуется со своей тётенькой Ариной, но та отвечает ей, что таких бородкиных полно, а вот такого жениха как Виктор Аркадьич не найти! В то же время, Авдотья боится своего тятеньку, что тот её не поймёт. Ведь он же её не такой падкой на столичный блеск воспитывал. При этом сам отец оказывает благоволение Бородкину.
Появляется Вихорев, а Бородкин уходит. Вихорев расспрашивает Максима Федотыча, был ли он в столице? Видел ли он их жизнь? Пытается прельстить его столичной жизнью. Тот отвечает, что ему и в провинциальном городе хорошо. Ведь должен же кто-нибудь жить в провинции, не всем же жить в уездных городах! Вихорев спорит с ним, говоря, что никто в провинции их не оценит. Затем начинает нагло уговаривать отдать Авдотью за него замуж и обманывает его, что хочет породниться с ним как с добрым человеком. Русаков это чувствует, он оскорблён, а поэтому отвечает: «Нам благородные женихи не нужны, мы и сами своих девиц замуж отдадим»! Всю жизнь они в четырёх стенах просидели, а в городе над ними будут все смеяться. Он гневается на Вихорева, что тот приехал лишь поругаться над ними и никакой любви тут нет!
Конец первой части.

### Часть вторая

#### В доме Русаковых
Авдотья верит Вихореву и искренне с ним размышляет: как же им узаконить свою любовь? Арина Федотовна советует идти в церковь. Вихорев уходит, затем приходит Русаков и отчитывает свою сестру Арину, которая восхваляет образованного Вихорева жившего в Москве. Брат говорит сестре, что она всё надумала себе, прожила 5 лет на Таганке, а кроме сидельцев и приказных людей больше там никого не видела. А этот Вихорев даже не умеет говорить со старшими и не надо ей учить своего брата! Пусть этот благородный едет обратно к себе в Столицу, раз такой образованный. Теперь уже Авдотья своего Вихорева защищает. Она начинает расхваливать его и говорить, что лучше уж смерть, чем расставание с Вихоревым. Отец доказывает ей, что Вихорев её любит только за деньги, но она в это не верит. Она верит в его благородство. Затем отец строго предлагает ей выйти замуж за Ивана Петровича и не печалить своего отца на старости лет. Он сокрушается в своих мыслях, что постоянно за её доброе имя заступался, а тут Бог его наказывает за какие-то грехи. Авдотья падает в обморок из-за брани отца.

#### На постоялом дворе
Вихорев и Авдотья всё-таки уезжают из дома, чтобы пожениться в церкви. На постоялом дворе они целуются и признаются друг другу в любви. Вихорев удивляется, как же так отец их благословил? Она отвечает, что он согласился, но денег за неё не отдаст, чтобы они не с деньгами жили, а с добрыми людьми. Вихорев сердится на неё. Ведь без денег она ему не нужна. Красавицу он может себе и в Москве в 20 раз лучше найти. Она отказывается просить за себя деньги у отца. Понимает, что осрамила своего отца и предсказывает этому благородному, что Бог его накажет за её поругание. Вихорев расстроен и собирается уезжать. Его слуга Степан жалуется на его злобное, бесчеловечное поведение.

#### У Русакова
Русаков предлагает Ивану вместе у них ужинать и подождать Дуню. Они разговаривают о том, что раньше молодые уважали старших и не было никакой моды. А теперь есть мода, но нет ни стыда, ни совести, нет уважения. Мальчики учат стариков жить по моде. С первого взгляда видно, что эти молодые умные, а присмотришься на них внимательней, то они кружатся и бегают не как умные, а как полоумные. Некому бить этих молодых.
Приходит сват Маломальский и сообщает, что Дуня уехала в коляске с барином. Русаков окликает сестру, которая отвечает ему, что дочь его увезли насильно, но при этом был сговор Авдотьи с ней. Отец понимает, что дочь бросила его — одинокого старика. Он желает ей, чтобы она пожила в чужой семье и подумала, кто такой отец. Разве отец её не любил и не голубил? Зачем сестра его так отблагодарила и подговорила её венчаться? В это же время сестра ухмыляется над Бородкиным, что всё правильно они сделали с ней, отправив их в церковь с таким модным женихом. Отец уезжает искать дочь, но следом она же и появляется. Дуня признаётся Ивану и Арине, что отец был прав. Она не нужна Вихореву, ему нужны лишь её деньги. Приезжает разочарованный Максим Федотыч. Он зла дочери не желает, но за поругание своей седой головы видеть её не желает. Для него Дуня умерла или более того, её вообще, никогда не было. Дуня просит прощение. Отцу стыдно людям глаза показать, выйти на улицу, а о ней и говорить ему не хочется. Входит сват и говорит, что надо вернуть или наказать барина, а то худой слух пойдёт в городе. Её теперь никто не возьмёт, однако Иван убеждает их, что ему надо отдать Дуню. Отец их благословляет. Они накрывают стол, гуляют и танцуют.

## Постановки
В Москве, в Малом театре, первый раз поставлена |14 (26) января 1853 года, в бенефис актрисы Л. П. Косицкой-Никулиной (роль Русакова исполнял Садовский); затем в Петербурге, на сцене Александринского театра, — 19 февраля 1853 г. В «Автобиографической заметке» Островский писал: «Мои пьесы долго не появлялись на сцене. В бенефис Л. П. Косицкой, 14 января 1853 г. я испытал первые авторские тревоги и первый успех. Шла моя комедия „Не в свои сани не садись“, она первая из всех моих пьес удостоилась попасть на театральные подмостки».
Об этой первой постановке комедии «Не в свои сани не садись» писатель И. Ф. Горбунов рассказывал:

Комедия «Не в свои сани не садись» была первым произведением Островского, увидевшим свет рампы, и спектакль превратился в событие исключительного художественного значения.
Посреди глубокой тишины публика прослушала первый акт и восторженно, по нескольку раз, вызывала исполнителей. В коридорах, в фойе, в буфете пошли толки о пьесе. Восторгу не было конца! Во втором акте, когда Бородкин поёт песню, а Дунюшка останавливает его:
— Не пой ты, не терзай мою душу, — а тот отвечает ей:
— Помни, Дуня, как любит тебя Ваня Бородкин… — театр зашумел, раздались аплодисменты, в ложах и креслах замелькали платки.
— http://az.lib.ru/g/gorbunow_i_f/text_0210-1.shtml

## Отзывы
В. П. Боткин 17 февраля 1853 года писал И. С. Тургеневу: «…действительно превосходная комедия. Я видел её три раза — и каждый раз не выходил из театра без слезы на глазах… Театр, — вот уже 9-е представление — каждый раз полон, шумит, смеется, плачет, хлопает».

## Этимология названия
Русский фразеологизм садиться не в свои сани возник в народной среде и, возможно первоначально был связан со свадебной ситуацией: так говорили о невесте или женихе, которые едут под венец раньше старшей сестры или старшего брата. Более широкий контекст: жених или невеста выбирают себе в пару неровню.